# Acceso de próxima generación
Acceso de próxima generación (en inglés: Next-generation access, abreviadamente, NGA) describe una actualización significativa de la banda ancha disponible, al hacer un cambio de ritmo en la velocidad y la calidad del servicio. Esto se considera generalmente como una conexión asimétrica con una velocidad de descarga de al menos 24 Mb y una velocidad de subida rápida.
La Oficina de Comunicaciones británica (Ofcom) definió la banda ancha superrápida de nueva generación (superfast next generation broadband) en su informe de marzo de 2010 Revisión del mercado mayorista de acceso local como un producto de banda ancha que ofrece una velocidad de descarga máxima superior a 24 Mbit/s. Este umbral, según el informe, «se considera habitualmente como la velocidad máxima que puede ser soportada en la generación actual de redes (basadas en cobre)» mediante tecnología ADSL2+.

## Regulación
En septiembre de 2010, la Comisión Europea publicó una nueva Recomendación para el acceso regulado a las redes NGA, junto con una lista de medidas para promover el despliegue de la banda ancha rápida y de redes de acceso de próxima generación.